# ヒゲペンギン
ヒゲペンギン（学名：Pygoscelis antarcticus）は、アデリーペンギン属に分類されるペンギンの一種。南太平洋と南極海のさまざまな島や海岸に分布する。ペンギン類のうちでは中型で、個体数が最も多い。頭の下に細い黒い帯模様があり、黒いヘルメットを被っているように見える。この黒い帯が和名の由来であり、英名では「chinstrap penguin」、「ringed penguin」、「bearded penguin (和名と同義)」などと呼ばれる。「stonecracker penguin」という名称もあり、大きく耳障りな鳴き声に由来している。

## 分類と名称
1781年にヨハン・フォースターによって Aptenodytes antarctica として記載され、オウサマペンギン属に分類されていた。1990年にグラハム・ターボットは、本種をアデリーペンギン属 Pygoscelis に分類した。これにより、学名は P. antarctica となった。しかし属名に合わせて種小名を変更する必要があり、P. antarcticus という学名に修正された。種小名は南極を意味する。
和名の「ヒゲペンギン」は喉を通る帯模様をあごひげに見立てたものである。また、英名の"Chinstrap"は帽子やヘルメットのあごひものことで、これもやはり喉を通る帯模様に由来している。現在日本において南極のペンギンといえばコウテイペンギンかアデリーペンギンであるが、第二次世界大戦前に日本で南極のペンギンといえばヒゲペンギンを指していた。このため当時は「ナンキョクペンギン」の和名で紹介している書籍も存在した。

## 分布
南極大陸の南極半島から、対岸の南アメリカ南端部にかけて、南極圏を中心に分布している。南極大陸、アルゼンチン、ブーベ島、チリ、フランス領南方・南極地域、サウスジョージア島、サウス・サンドウィッチ諸島が繁殖地となっている。ニュージーランド、セントヘレナ島、トリスタンダクーニャ島、南アフリカでの偶発的な記録も知られている。

## 形態

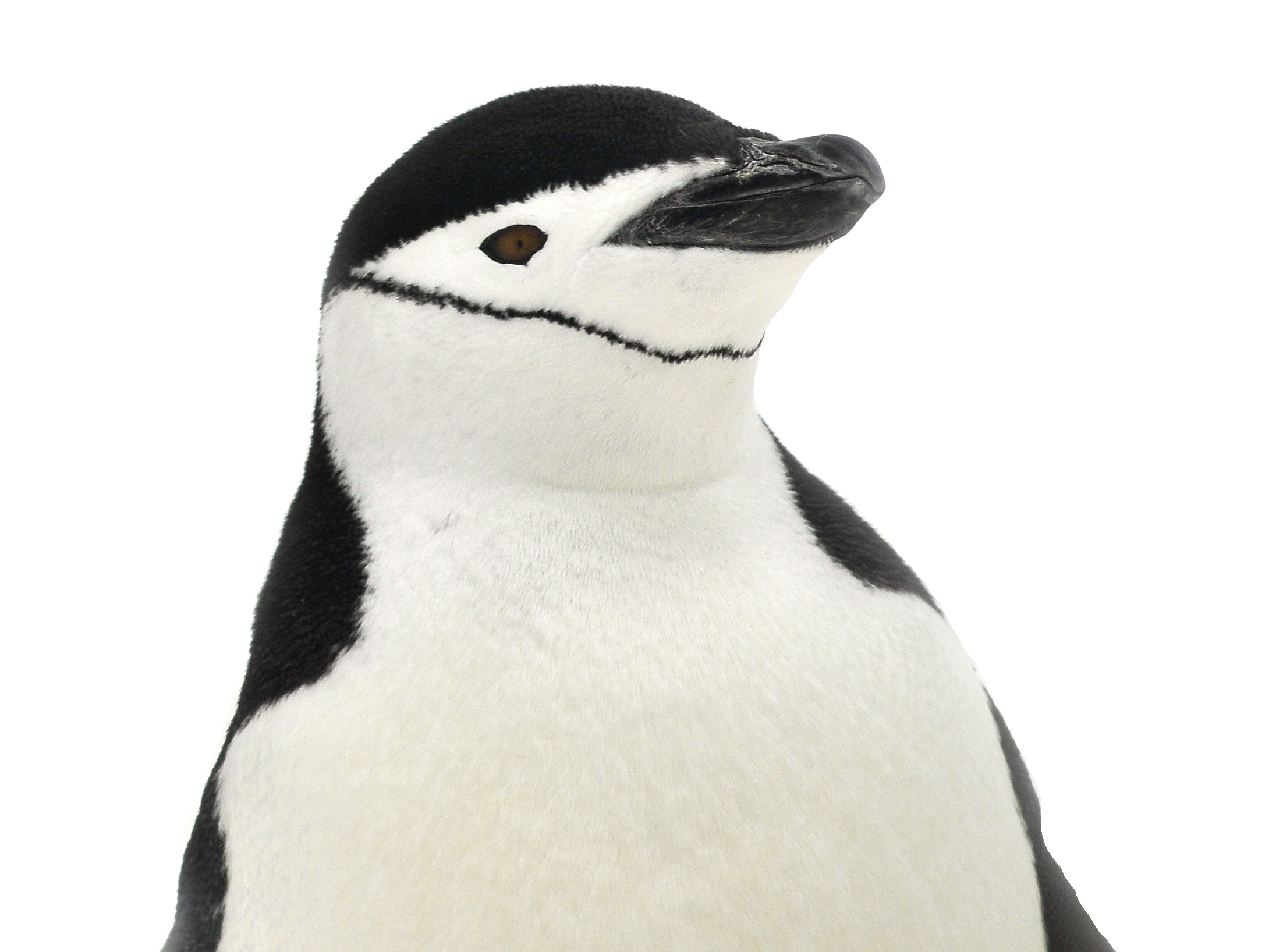
頭部

体長68-76cm、体重3.2-5.3kgに成長するが、体重は季節によって変動する。性的二形があり、雄の方が大型である。
成鳥のフリッパー(翼)は黒く、縁と内側は白い。顔は白く、目の後ろから喉を通る黒い帯模様が入る。眼は赤茶色である。顎と喉は白く、嘴は黒色で短い。足はピンク色で、力強く太短い。独特のよちよち歩きをする。羽毛は腹側が白く、背中側が黒い。これは水中でカウンターシェーディングの効果を発揮し、捕食者を避けることに役立つ。

## 生態と行動
ペンギンの中で最も攻撃的で気性の荒い種であるとされることもある。1日に1万回以上、4秒間のごく短い睡眠を行う。全球睡眠と半球睡眠の両方が可能である。合計して、毎日各半球で11時間以上の睡眠を行っている。これはキングジョージ島の14羽のヒゲペンギンの観察によって明らかになり、仏リヨン神経科学研究センターや韓国極地研究所などが行った。雛を狙うオオトウゾクカモメへの警戒などが理由だと考えられている。

### 食事と天敵
ほとんどの時間を採餌に費やす。餌は主にオキアミだが、その他にも魚、エビ、イカを捕食し、毎日沖合80kmまで泳いで採餌を行う。他のペンギンと同様に食べられるかぎり採餌する。オキアミから十分な栄養が得られる場合は1分程度の潜水しか行わず、3分以上潜ることはめったに無い。オキアミが十分に育たず、栄養が取れない場合は普段以上に長く深く潜ってハダカイワシを狙う。密集した羽毛は防水の役割を果たし、冷たい海でも泳ぐことができる。厚い脂肪層とフリッパーや脚の複雑な血管が体温の保持を助けている。他のペンギンに比べて夜間視力に優れ、他のペンギンが深く潜らない夜間に日中よりも深く潜水することでオキアミの不足を補う。最深潜水記録は179ｍだが、必要であれば更に深く潜ることができる。
海上での主な天敵はヒョウアザラシであり、潜水中でも浮上した水際でも襲われる。給餌期には頻繁に海に出入りするためヒョウアザラシに襲われやすく、個体数に打撃を与える。他のペンギンよりも逃げるのが下手で、特に幼鳥は犠牲になりやすい。陸上ではミナミオオトウゾクカモメ、オオトウゾクカモメ、オオフルマカモメが主な天敵である。この3種は卵や幼鳥を最もよく捕食する。その他にもミズナギドリやカモメ、サヤハシチドリに卵を狙われることもある。ナンキョクオットセイはペンギンを襲うことがある。

### 繁殖と成長

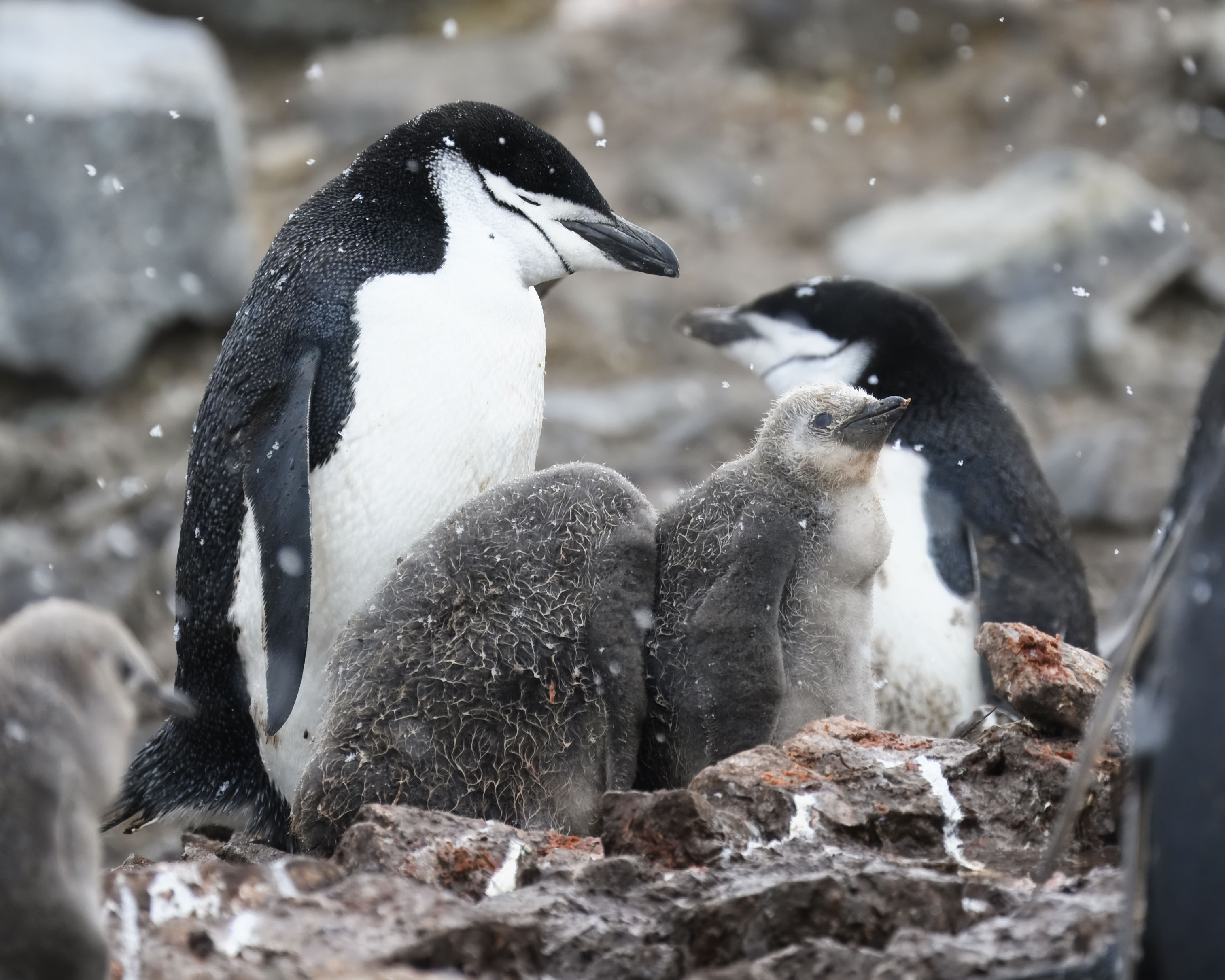
成鳥と雛

アデリーペンギンやジェンツーペンギンと同じく、夏に繁殖を始める。雪が溶けた岩場に小石を円形に積み上げて巣を作るのも同じだが、他のペンギンが避けるような斜面にも巣を作る。攻撃的な性格のため、繁殖地が重なる他の種類のペンギンを押しのけることもある。卵は1個-3個で、たいていの場合2個産卵する。他のペンギンはまず雄が抱卵するが、ヒゲペンギンの場合は雌が最初に抱卵する。5日から10日おきに雌雄交代で卵を温める。雛は約37日後に孵化し、背中は灰色の綿毛に覆われ、腹面は白色である。雛は約1ヶ月ほど巣に留まり、親鳥から給餌を受ける。大きくなったヒナはヒナ同士の集団「クレイシュ」に集まり、親鳥から給餌を受けながら集団生活をする。50-60日ほど経つと成鳥の羽毛が生え、十分に成長して海へ出る。野生下でも20年生きた個体がいるが、平均寿命は12歳未満。

### 同性愛
2004年、ニューヨークのセントラルパーク動物園で、ロイとサイロという名の2羽の雄がつがいになり、交代で岩を温めていた。飼育員が受精卵を代わりに与えると、つがいはその後孵化した雛を育てた。この出来事に基づいて、『タンタンタンゴはパパふたり』という児童書が書かれた。

## 人との関わり

### 飼育
日本では名古屋港水族館、アドベンチャーワールド、長崎ペンギン水族館、横浜・八景島シーパラダイスの4館で飼育され、繁殖も行われている。

### 脅威と保全
IUCNは2018年に個体数を約800万羽と推定した。全体的には減少傾向にあると考えられているが、個体数が極端に分散しているわけではなく、多くの場所では増加または安定している。生息範囲と個体数が広いことから、レッドリストでは低危険種に分類されている。
主な脅威は気候変動であり、オキアミの個体数が減少することで、繁殖が難しくなっている場所もある。2019年にエレファント島の繁殖地を調査したところ、わずか50年足らずで個体数が50%減少していることが判明した。その他にも火山活動や、人間によるオキアミ漁の影響を受けている可能性もある。

## ギャラリー

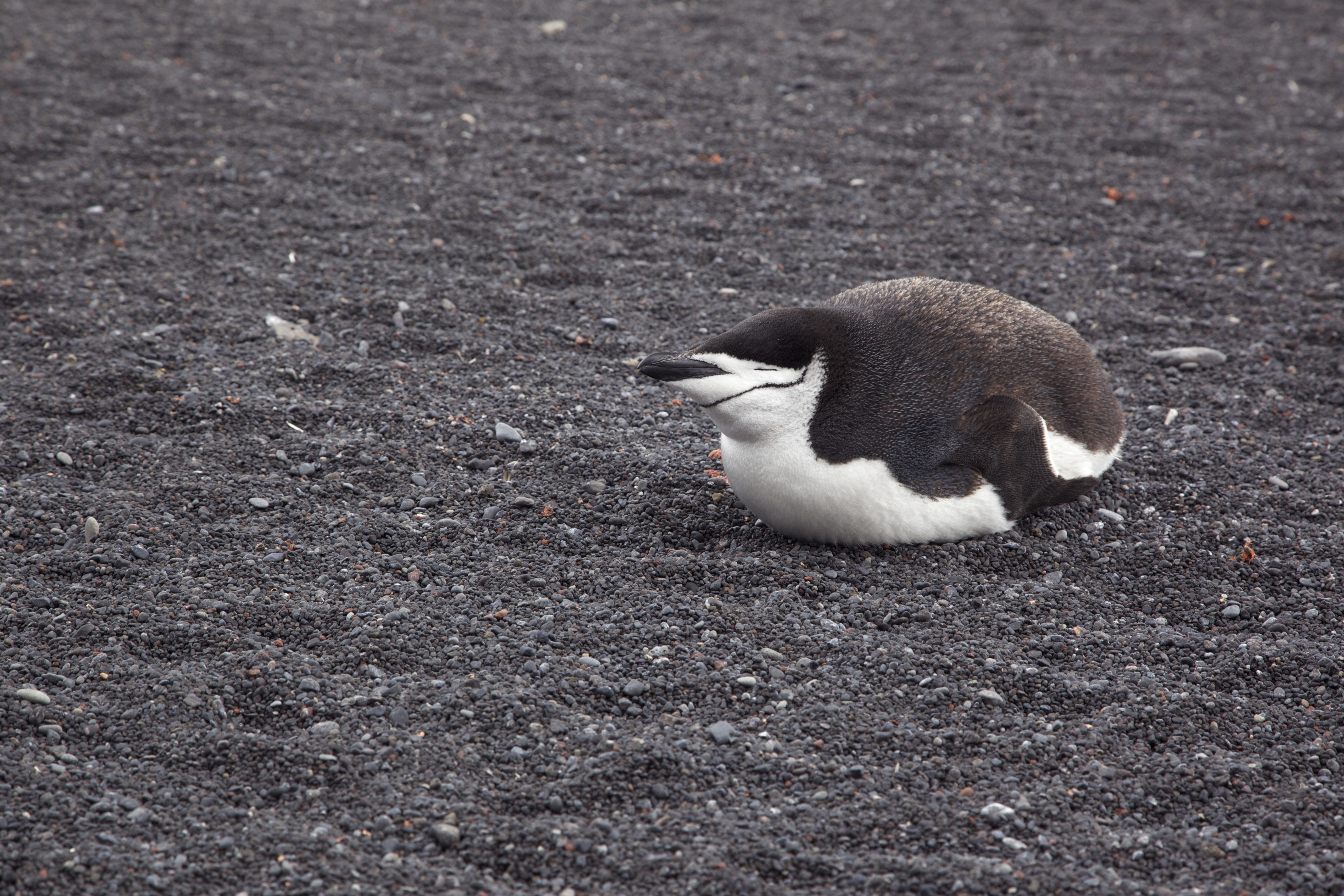
休憩中
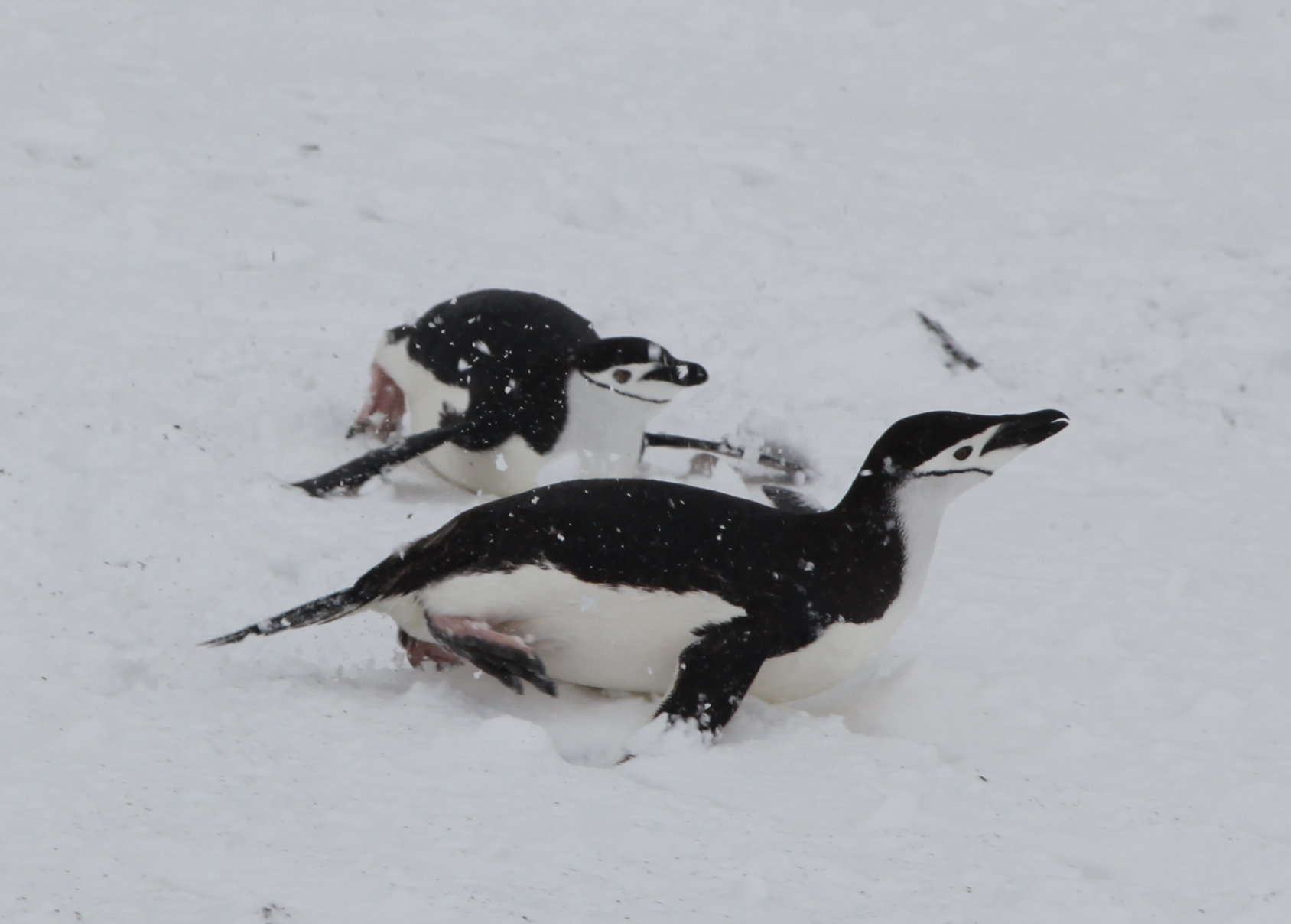
氷上を滑る(トボガン)
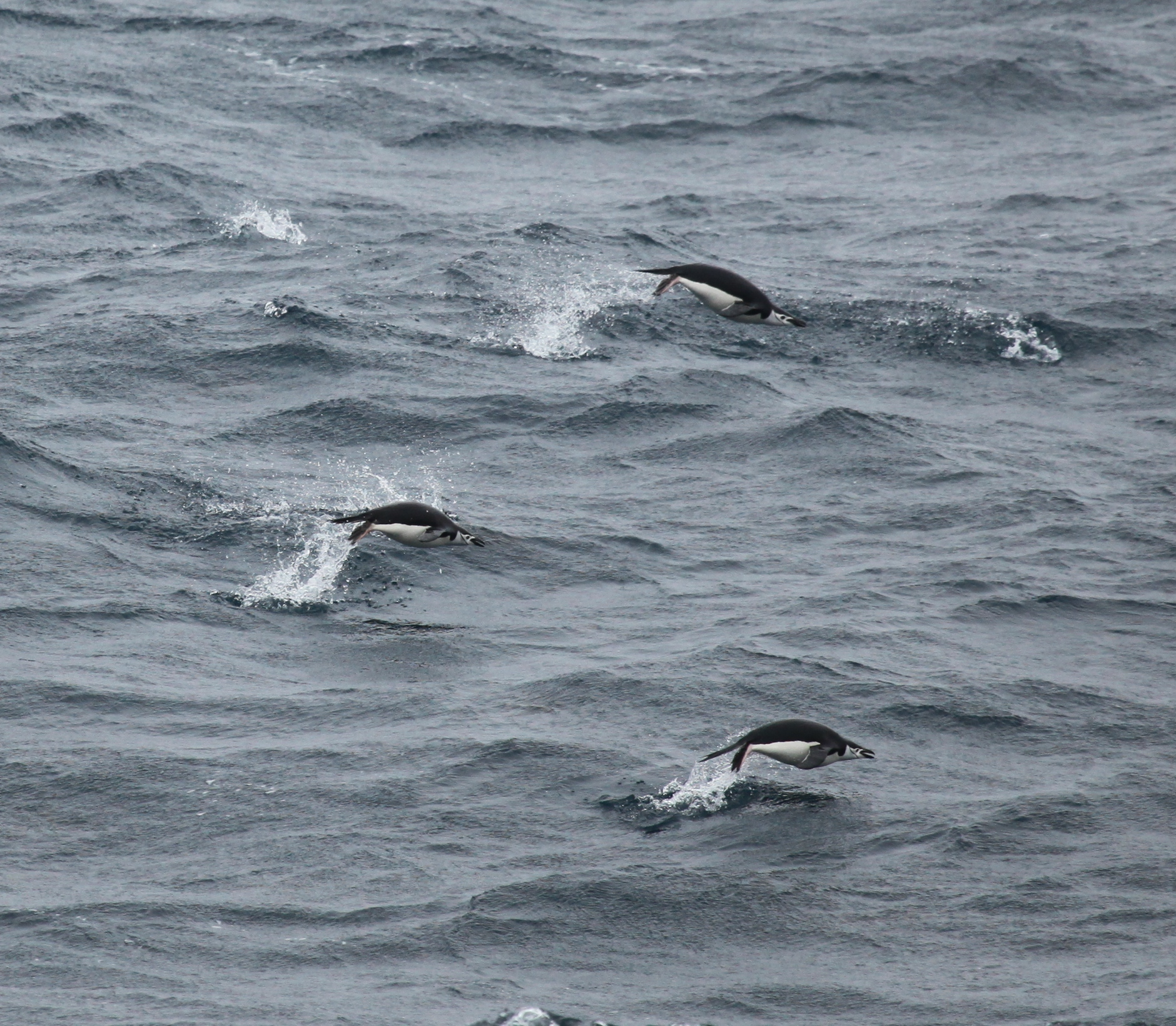
イルカのように飛び跳ねる(ポーポイジング)
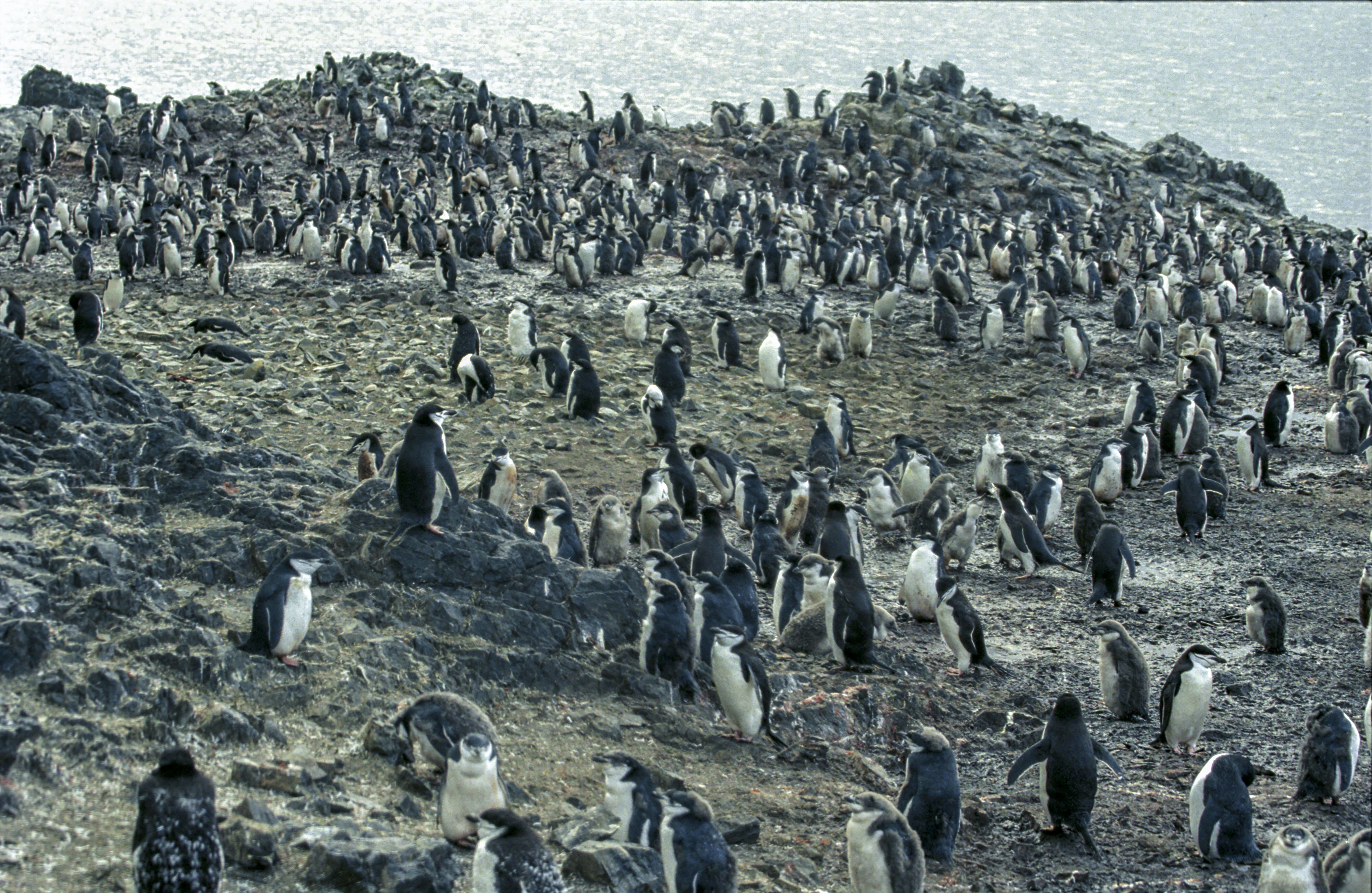
群れ